# Haselbergturm
Der Haselbergturm wurde 2008 vom Freistaat Sachsen auf dem Haselberg, ehemals Wettinhöhe, in dem Naturschutzgebiet Königsbrücker Heide erbaut. Der in Holzbauweise errichtete Turm ist 34 Meter hoch und besitzt zwei Aussichtsplattformen in 13 und 32 Metern Höhe. Seine neun Etagen werden durch eine verzinkte Stahltreppe mit insgesamt 156 Stufen verbunden. Die Geländehöhe des Haselberges beträgt 190 Meter über NN. Das Fundament des Aussichtsturmes besteht aus 150 Kubikmetern Stahlbeton. Seine feierliche Eröffnung fand am 10. Mai 2008 statt.